# Lioscorpius
Lioscorpius ist eine Knochenfischgattung in der Familie der Drachenköpfe.

## Merkmale
Lioscorpius Arten erreichen eine Standardlänge von etwa 13 cm. Der erste Stachel des präorbitalen Tränenbeins ist stark reduziert. Die Afterflosse (Anale) von Lioscorpius wird durch 2 Hart- und 6 Weichstrahlen (Lioscorpius longiceps) oder 3 Hart- und 5 Weichstrahlen (Lioscorpius trifasciatus) gestützt, die Brustflossen (Pectorale) haben 23 bis 25 Flossenstrahlen. Die letzten 2 bis 4 Stachelstrahlen der ersten Rückenflosse (Dorsale) sind klein, oft liegen sie unter der Haut. Der Körper ist relativ gestreckt, die Körperhöhe beträgt 21 bis 28 % der Standardlänge. Die interorbitale Breite (Abstand zwischen den Augen) beträgt 6 bis 7 % der Standardlänge. Die Arten scheinen allerdings morphometrisch unterschiedlich zu sein. Die Schwimmblase ist gut entwickelt mit großen Gasdrüsen. Die Arten sind rosa oder blassrosa gefärbt.

## Verbreitung
Lioscorpius longiceps wurde an zahlreichen Stellen des Indo-West-Pazifik Raumes von Japan bis Westaustralien gesammelt. Die erstbeschriebenen Exemplare von Lioscorpius trifasciatus kommen aus dem Westpazifik, Australien. Der Holotypus stammt aus dem Korallenmeer, Paratypen auch aus dem Tasmansee. Weitere Nachweise gibt es aus Neukaledonien, Vanuatu und Fidschi im südwestlichen Pazifik. Zumindest vor Vanuatu und Fidschi scheinen die beiden Arten sympatrisch vorzukommen, möglicherweise auch im nördlichen Korallenmeer.

## Taxonomie und Systematik
Bis 2005, vor der Erstbeschreibung von Lioscorpius trifasciatus durch Last, Yearsley und Motomura, galt Lioscorpius als monotypisch mit Lioscorpius longiceps als einziger Art. Zurzeit umfasst die Gattung vier Arten:
- Lythrichthys dentatus Wada et al., 2021
- Lythrichthys grahami Wada et al., 2021
- Lioscorpius longiceps Günther, 1880
- Lioscorpius trifasciatus Last, Yearsley & Motomura, 2005

## Forschungsgeschichte
1880 wurde die damals neue Gattung mit der Art Lioscorpius longiceps von Albert Carl Ludwig Gotthilf Günther in seinem Report on the Shore Fishes procured during the Voyage of H.M.S. Challenger in the Years 1873–1876. erstbeschrieben. Der Bericht erschien im Report on the scientific results of the voyage of H.M.S. Challenger during the years 1873-76 under the command of Captain George S. Nares ... and the late Captain Frank Tourle Thomson, R.N. Band 1. Lioscorpius beschrieb er im 4. Teil, The Fish-Fauna of the Tropical Zone of the Indo-Pacific, Abschnitt c. The Sea between Australia and New Guinea.